# 紅箭門
紅箭門（：／ hongjeonmun、／ hongsalmun），又稱紅門（／ hongmun），是朝鮮半島建築中神聖場所入口的門，常用於廟宇、坟墓、鄉校、書院等儒教場所。紅箭門是聖地通路入口的標誌。

## 特徵
紅箭門由兩根直立的圓柱與其間的兩根橫木構成，直柱通常高逾9公尺。沒有屋顶與門扉，門上部正中是三叉與太極圖案。紅箭門上部有並排的紅尖釘，形似箭矢，因而得名。兩立柱間原本無尖釘。而塗成紅色是因爲人們相信這樣可以驅魔。
紅箭門連接通往鄉校與下马碑的路徑，也設於私人所有的書院。朝鲜王陵入口即是紅箭門，距陵150至200公尺。
在朝鲜王朝，爲表彰殉夫之妻、盡孝之子，會建紅門，全族全村都會引以爲榮。紅箭門以外，還會建有石碑與屋頂的烈女碑、烈女門。

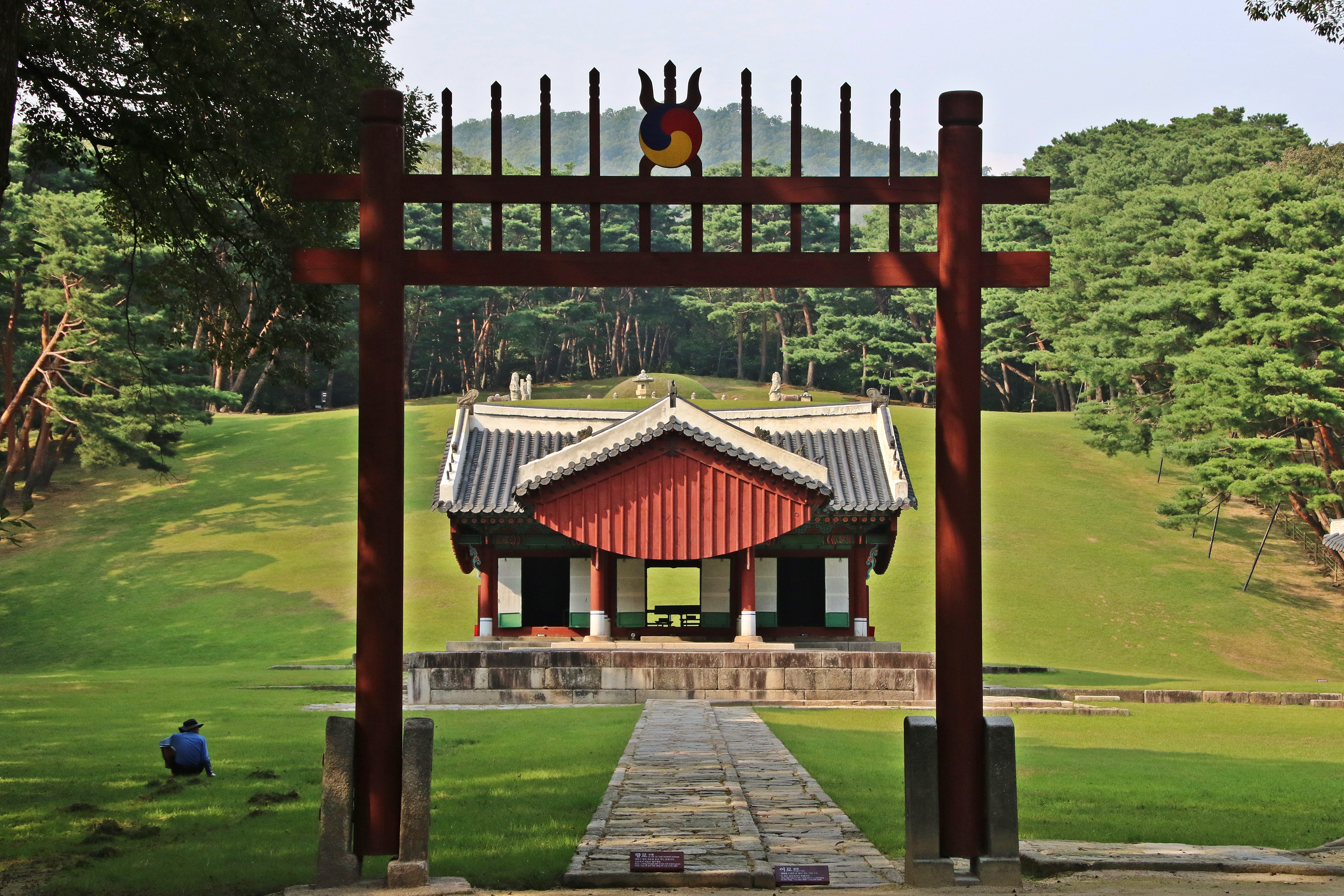
仁陵紅箭門
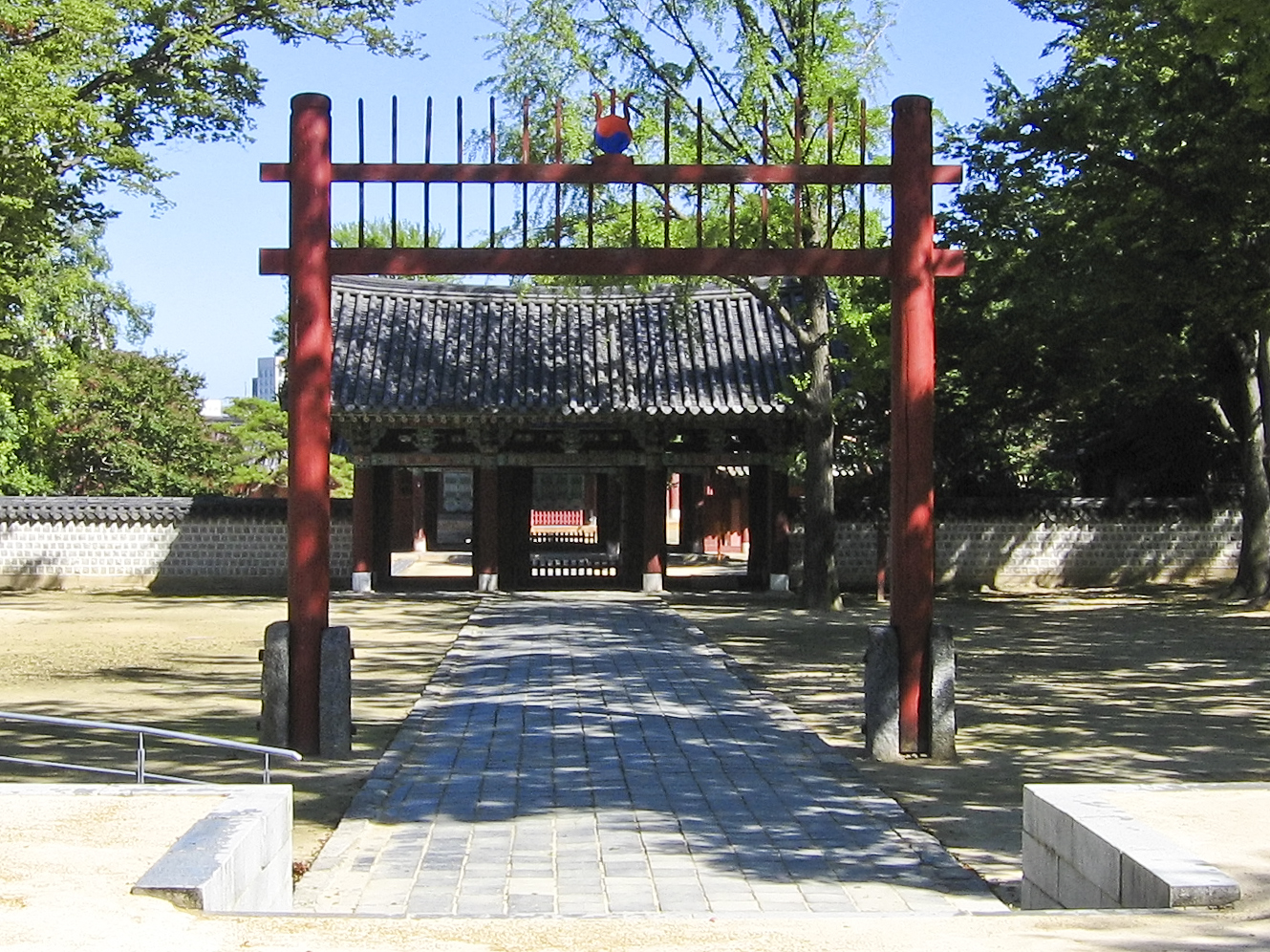
慶基殿（朝鲜语：전주 경기전 정전）紅箭門
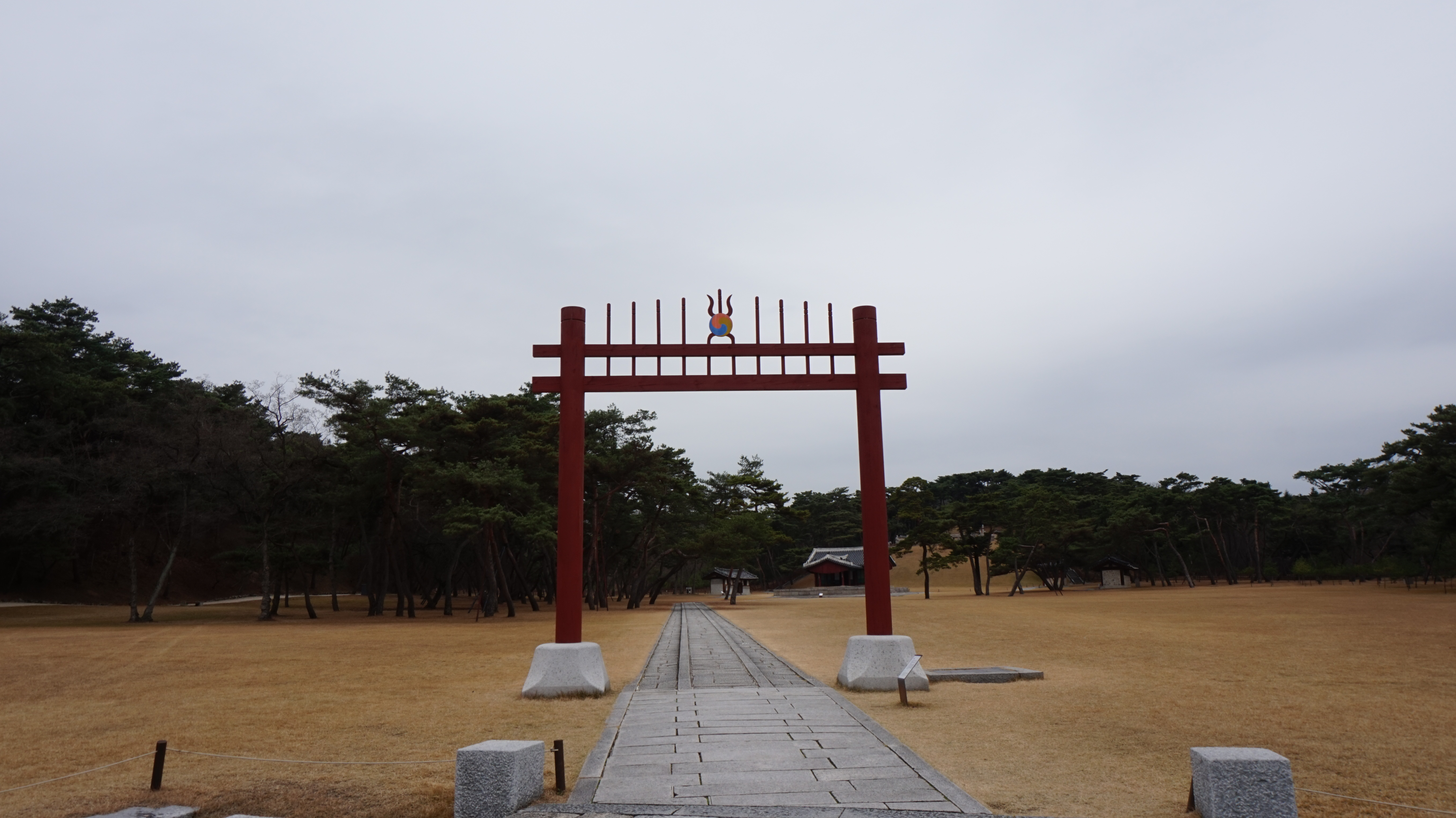
英陵紅箭門
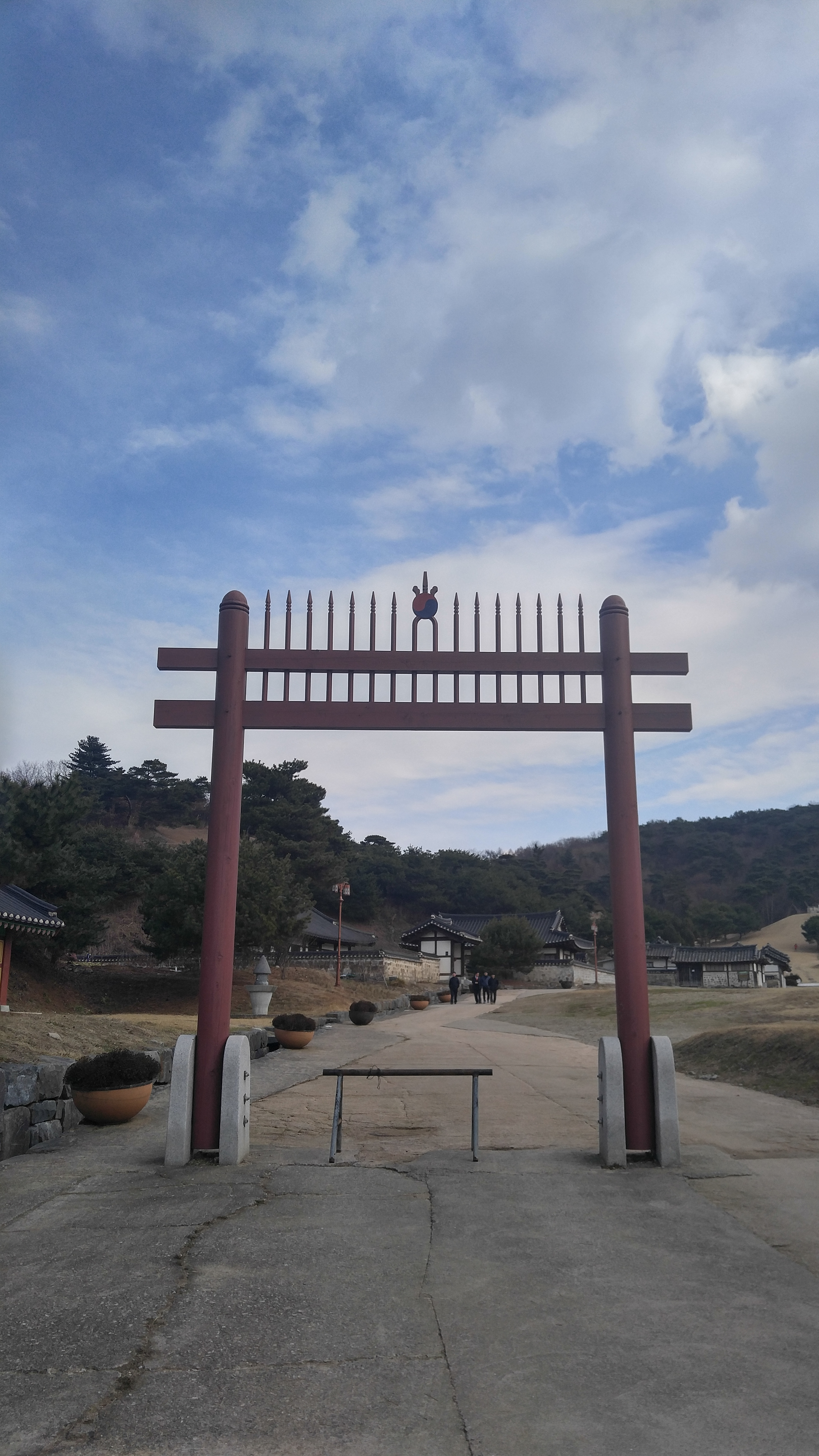
圃隱郑梦周先生墓紅箭門

## 起源
印度托拉纳（塔門）建築對門建築的影響遍及亞洲，特別是佛教傳去之處，中國牌坊、日本鳥居、朝鮮半島紅箭門、泰国鞦韆棚都源於托拉納。這些門功能相似，而建築風格各具特色。